# デヴィッド・クレーン
デヴィッド・クレーン（David Crane、1957年8月10日 - ）はアメリカ合衆国出身の脚本家・テレビプロデューサー。ケヴィン・ブライト、マルタ・カウフマンとともに製作、総指揮及び脚本を担当した『フレンズ』で特に知られる。
ペンシルベニア州フィラデルフィア出身。ユダヤ系である。

## 作品
- フレンズ（1994年 - 2004年） - 制作、総指揮、脚本
- ヴェロニカs クローゼット（1996年） - 総指揮
- ジョーイ（2004年 - 2006年） - 脚本
- マット・ルブランの元気か〜い?ハリウッド!（2011年 - 2017年） - 原案・脚本